# Benedikt Schopper
Benedikt Schopper (* 18. Februar 1985 in Weiden in der Oberpfalz) ist ein deutscher Eishockeyspieler, der seit Mai 2022 beim Deggendorfer SC aus der Oberliga unter Vertrag steht und dort auf der Position des Verteidigers spielt. Zuvor absolvierte Schopper unter anderem annähernd 800 Spiele für die Krefeld Pinguine, Grizzly Adams Wolfsburg, den ERC Ingolstadt und Straubing Tigers in der Deutschen Eishockey Liga (DEL). Mit dem ERC Ingolstadt gewann er im Jahr 2014 die Deutsche Meisterschaft.

## Karriere
Schopper begann seine Karriere bei seinem Heimatklub, dem 1. EV Weiden, für deren Seniorenmannschaft er bereits mit 17 Jahren in der drittklassigen Oberliga auf dem Eis stand. Dort kam der 1,88 m große Verteidiger in der Hauptrunde, Meisterrunde sowie Playoffs auf insgesamt 33 Partien und absolvierte zudem einige Spiele im Trikot des Juniorenteams in der Junioren-Bundesliga, wo er fünf Tore und insgesamt neun Punkte erzielte. In der folgenden Spielzeit erhielt Schopper einen festen Platz im Zweitligakader des Aufsteigers Blue Devils Weiden und absolvierte 42 Spiele, in denen er ein Tor und vier Punkte erzielte. Außerdem kam der Abwehrspieler in den Playdowns bei acht weiteren Partien zum Einsatz.
Zur Saison 2004/05 wurde Schopper von den Hannover Scorpions aus der Deutschen Eishockey Liga (DEL) verpflichtet, zu deren Stammkader er über weite Strecken gehörte, allerdings auch einige Partien mit einer Förderlizenz beim Kooperationspartner Fischtown Pinguins Bremerhaven in der 2. Bundesliga bestritt. In der Spielzeit 2006/07 wechselte der Abwehrspieler zu den Moskitos Essen und erzielte dort in 50 Einsätzen sieben Tore und 24 Punkte. Zur Saison 2007/08 unterschrieb der Verteidiger einen Einjahresvertrag mit einer Option auf eine weitere Saison bei den Krefeld Pinguinen. Die Option wurde frühzeitig gezogen, sodass Schopper auch im Spieljahr 2008/09 für die Pinguine aufs Eis ging. Im Juli 2009 gaben die Pinguine bekannt, dass Schopper seinen Vertrag um zwei Jahre verlängert hatte. Zur Saison 2011/12 wurde er vom Ligakonkurrenten Grizzly Adams Wolfsburg verpflichtet, wo sein Vertrag auch für die Saison 2012/13 verlängert wurde, ehe sich die Wege trennten. Zur Spielzeit 2013/14 wechselte Schopper zum ERC Ingolstadt, mit dem er in derselben Saison die Deutsche Meisterschaft gewann.
Nach fünf Jahren in Oberbayern wechselte Schopper zu den Straubing Tigers nach Niederbayern, bei denen er weitere vier Spielzeiten in der DEL verbrachte. Im Mai 2022 wechselte der Defensivspieler zum Deggendorfer SC in die Oberliga. Bis zu diesem Zeitpunkt hatte er 797 Partien in der höchsten deutschen Spielklasse bestritten, in denen er 22 Tore erzielt und 111 Vorlagen gegeben hatte.

### International
Mit der deutschen U20-Auswahl nahm Schopper an der U20-Junioren-Weltmeisterschaft 2005 teil. Im Rahmen des Turniers blieb der Verteidiger in fünf Einsätzen punktlos und musste am Turnierende als Gesamtneunter den Abstieg in die Division I hinnehmen.
Für die deutsche A-Nationalmannschaft debütierte Schopper im Verlauf der Saison 2011/12. Er gehörte bis zum Jahr 2019 zum erweiterten Kader des Nationalteams und nahm in diesem Zeitraum zunächst an den Austragungen des Deutschland Cups in den Jahren 2011 und 2013 teil. Seinen internationalen Höhepunkt feierte der Verteidiger mit der Teilnahme an der Weltmeisterschaft 2019, die die Deutschen auf dem sechsten Platz beendeten. Im Rahmen der Welttitelkämpfe kam er zu sechs Einsätzen.

## Erfolge und Auszeichnungen
- 2003 Oberliga-Meister und Aufstieg in die 2. Bundesliga mit den Blue Devils Weiden
- 2014 Deutscher Meister mit dem ERC Ingolstadt

## Karrierestatistik
Stand: Ende der Saison 2022/23

### International
Vertrat Deutschland bei:
- U20-Junioren-Weltmeisterschaft 2005
- Weltmeisterschaft 2019

(Legende zur Spielerstatistik: Sp oder GP = absolvierte Spiele; T oder G = erzielte Tore; V oder A = erzielte Assists; Pkt oder Pts = erzielte Scorerpunkte; SM oder PIM = erhaltene Strafminuten; +/− = Plus/Minus-Bilanz; PP = erzielte Überzahltore; SH = erzielte Unterzahltore; GW = erzielte Siegtore; 1 Play-downs/Relegation; Kursiv: Statistik nicht vollständig)